# Richard Beer-Hofmann
Richard Beer-Hofmann (Vienna, 11 luglio 1866 – New York, 26 settembre 1945) è stato uno scrittore austriaco.

## Biografia
Alla prematura morte della madre, Beer-Hofmann, appartenente ad una famiglia ebraica della ricca borghesia, fu allevato dai nonni a Brno e a Vienna, dove negli anni ottanta studiò legge laureandosi nel 1890. Conobbe gli scrittori Hugo von Hofmannsthal, Hermann Bahr e Arthur Schnitzler, con i quali ebbe una lunga amicizia culminata con la fondazione del gruppo Jung Wien, grazie ai quali fu spinto a scrivere novelle e poesie.
Dai primi anni venti al 1932 fu direttore teatrale con Max Reinhardt, ed emigrò nel 1939 a New York, mentre le sue opere venivano proibite nel III Reich. Nel 1945 prese la cittadinanza americana, poco prima della morte.
Esponente della corrente letteraria della Wiener Moderne, esordì come scrittore nel 1893 con una antologia di novelle influenzate da Flaubert, e nel 1900 il romanzo Der Tod Georgs mise in evidenza il suo neo-romanticismo viennese, impregnato di indagini psicologiche, di elementi simbolici e di atmosfere trascendentali.
Ottenne il premio Volksschiller nel 1905, in Germania, e durante l'anno 1918 pubblicò il prologo, intitolato Il sogno di Giacobbe, di una trilogia davidica rimasta incompiuta, ma che comunque produsse Il giovane David nel 1933.
Nel 1945 fu premiato negli Stati Uniti dal National Institute of Arts and Letters. L'anno successivo la sua morte, a New York fu creata la Beer-Hofmann Society.
Le sue opere sono legate al periodo di fine Ottocento, proprio il momento epocale di svolta per la monarchia asburgica, ed anche ad una particolare forma di giudaismo, impregnata di misticismo.

## Opere
- Novellen, 1893
- Schlaflied für Mirjam, 1897
- Der Tod Georgs, 1900
- Der Graf von Charolais, 1904
- Gedenkrede auf Wolfgang Amadée Mozart, 1906
- Jaákobs Traum. Ein Vorspiel, 1918
- Der junge David. Sieben Bilder, 1933
- Vorspiel auf dem Theater zu König David, 1936
- Verse, 1941
- Paula. Ein Fragment, 1949 (postumo)